# Hans Georg von Oppersdorff

Hans Georg von Oppersdorff

Hans Georg Graf von Oppersdorff (* 8. Oktober 1866 in Oberglogau; † 21. März 1948 in Lourdes) war ein deutscher Fideikommissherr, Verbandsvertreter und katholischer Politiker. Als einer der Hauptvertreter der integralistischen, antimodernen „Berliner Richtung“ innerhalb des katholischen Milieus gehörte er zu den umstrittensten katholischen Persönlichkeiten vor dem Ersten Weltkrieg. Daneben trat er für den Ausgleich mit der polnischen Bevölkerung in den preußischen Ostprovinzen ein.

## Familie und Ausbildung

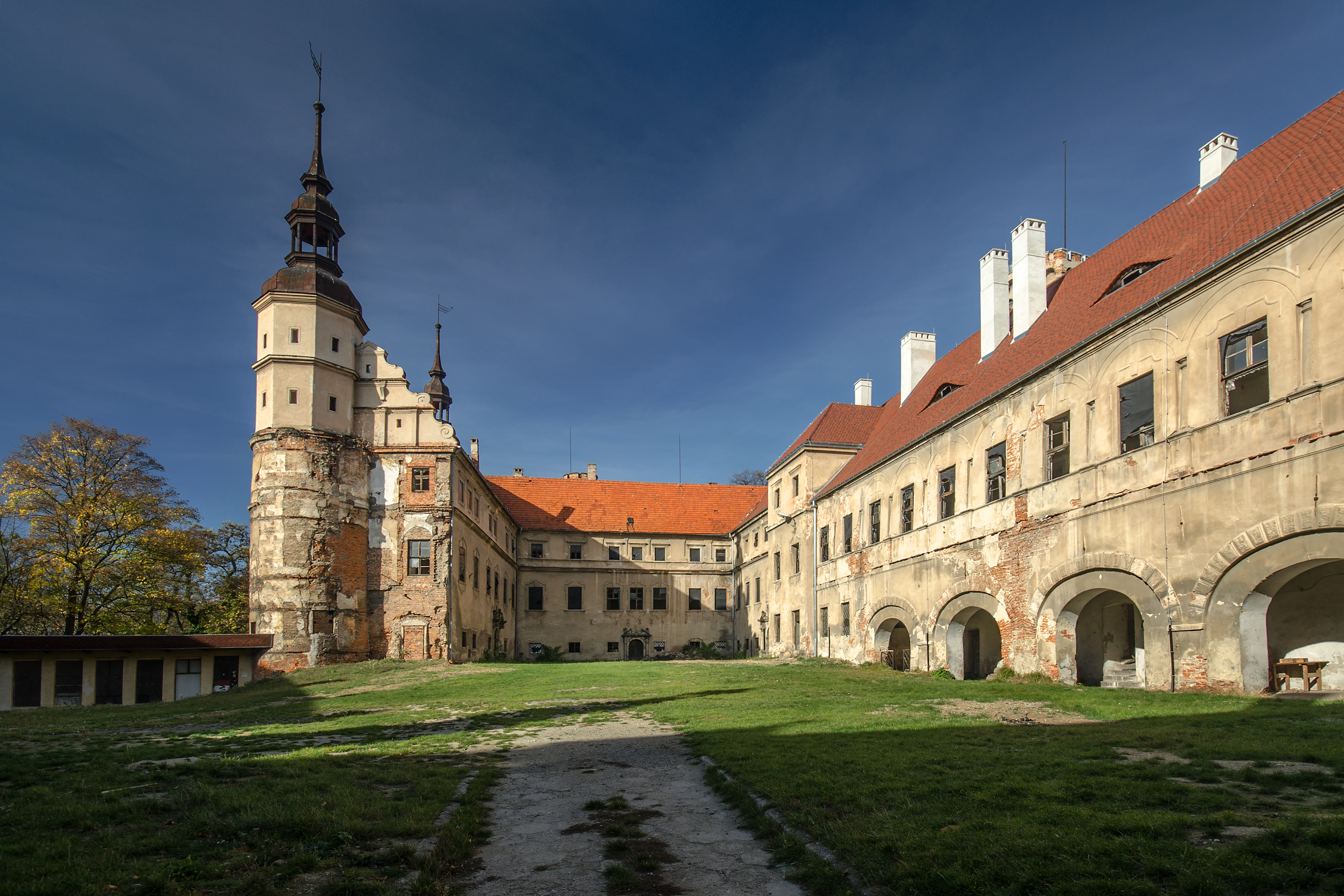
Schloss Oberglogau, Oberschlesien

Er entstammte dem alten schlesischen Adelsgeschlecht von Oppersdorff. Nach dem frühen Tod seiner Eltern, seines Vaters Hans von Oppersdorff (1832–1877) und seiner Mutter Elisabeth (geb. de Talleyrand-Périgord) (1844–1880) wurde er von seinem Großvater Eduard von Oppersdorff (1800–1889) erzogen. Er besuchte die Stella Matutina (Jesuitenkolleg) in Feldkirch. Danach studierte Oppersdorff Rechtswissenschaften in Bonn, Berlin und Leipzig. Im Jahr 1889 übernahm er von dem Großvater Eduard Graf von Oppersdorff den Familienbesitz zu dem auch das Schloss Oberglogau gehörte. Insgesamt war der Besitz 6500 ha groß.
Am 27. April 1895 1895 heiratete er in Rom Dorothea (Leotine Maria) Prinzessin Radziwiłł (* 31. Juli 1871). Der älteste Sohn Wilhelm Hans wurde noch im selben Jahre geboren. Es folgten: Eduard (1896), Dorothea (1897), Maria und Mathias (1899), und Elisabeth und Franz (1900), Anton (1902), Josef Ludwig (1903), Hedwig (1904), Candida (1907) und Ignatius (1910).

## Verbandsvertreter
Oppersdorff engagierte sich im Organisationswesen des katholischen Milieus. Im Jahr 1899 war er erster Vizepräsident des deutschen Katholikentages in Neisse. Im Jahr 1904 wurde er Mitglied des Zentralkomitees der Deutschen Katholiken. Seine Kandidatur für den Vorsitz des deutschen Katholikentages 1908 in Düsseldorf scheiterte jedoch. Im Zentralkomitee der deutschen Katholiken trat er mit Maximalforderungen, wie der Wiederherstellung des Kirchenstaates hervor.
Seit dem Jahr 1900 war er Vorsitzender des Schlesischen Bauernvereins. Neben der landwirtschaftlichen Interessenvertretung war er unter Führung von Oppersdorff monarchistisch und christlich ausgerichtet. In Schlesien bemühte er sich um den Ausbau des landwirtschaftlichen Genossenschaftswesens und war 1906 Mitbegründer der Zentralstelle christlicher Bauernvereine in Deutschland.

## Parlamentarische Mandate
Dem preußischen Herrenhaus gehörte Oppersdorff seit 1897 an. Er gehörte dort der konservativen Fraktion an. Im Herrenhaus sprach er 1908 unter anderem gegen das antipolnische Enteignungsgesetz, aber 1910 auch gegen eine preußische Wahlrechtsreform und 1911 gegen die Möglichkeit der Feuerbestattung.
Dem Reichstag gehörte er für die Zentrumspartei ab 1907 an. Er vertrat den Wahlkreis Glatz-Habelschwerdt. Weil er nach Angaben von Friedrich von Praschma für sein Abgeordnetenbüro und seine Bibliothek einen Aufwand betrieb, der sein Vermögen überstieg, ließ sich Oppersdorff auf Finanzspekulationen ein.Quellenbeleg fehlt!

## Hinwendung zum Integralismus
In einen politischen Gegensatz zu Felix Porsch und Teilen der Zentrumspartei in Schlesien geriet Oppersdorff, als er dafür eintrat, dass die Zentrumspartei den Polen entgegenkommen sollte. Folgt man den Angaben von Karl Bachem, war er in dieser Zeit noch auf Seiten der eher progressiven „Kölner Richtung“ innerhalb der Zentrumspartei. Danach hätte er sogar einen Sitz im Vorstand des Volksvereins für das katholische Deutschland angestrebt.
Dies änderte sich aber bald. Im Jahr 1910 löste er in der Zentrumspartei mit seinem Widerstand gegen eine Reichstagskandidatur von Martin Spahn, der als Modernist galt, erhebliche Unruhe in der Zentrumspartei aus. Nachdem dieser in einer Nachwahl Reichstagsmitglied geworden war, versuchte Oppersdorff ihn aus der Zentrumsfraktion herauszuhalten und betrieb dazu eine regelrechte Kampagne. Spahn wurde vor allem dessen Bekenntnis zur Gleichberechtigung von Protestantismus und Katholizismus vorgeworfen. Eine Streitschrift sandte Oppersdorff sogar an den Papst. Die Reichstagsfraktion des Zentrums, die vor einem Konflikt mit Rom zurückscheute, beschäftigte sich daraufhin in zehn Sitzungen mit der Frage, ob man Spahn aufnehmen solle oder nicht. Oppersdorff ging schließlich einen Schritt weiter und veröffentlichte die Broschüre: „Eine Gewissensfrage: Ist Martin Spahn ein Zentrumsmann?“ Dies nutzte nichts, denn die Fraktion nahm Spahn schließlich auf.
Oppersdorff gehörte spätestens seit dieser Zeit zu den strikten Antimodernisten in der Zentrumspartei. Zeitweise im Bündnis mit Matthias Erzberger gehörte er zu den Unterstützern des konservativen Bischofs von Breslau Georg von Kopp. Oppersdorff war unter dem Decknamen „Thomsk“ Mitglied einer Laiengruppe der von dem Prälaten Umberto Benigni geleiteten vatikanischen Geheimorganisation „Sodalitium Pianum.“

## Konflikte mit der Zentrumspartei
In Konflikt mit weiten Teilen seiner Partei geriet Oppersdorff 1911, als er sich als einer von wenigen Zentrumsabgeordneten gegen eine Verfassung für Elsaß-Lothringen aussprach, weil er mit den vorgesehenen Bestimmungen zur Konfessionsschule und zur Sprachenfrage nicht einverstanden war. Gegen kritische Berichte in der katholischen Presse ging Oppersdorff mit Klagen gegen führende Publizisten vor. Weitere öffentliche Auseinandersetzungen gab es um Äußerungen des Paters Albert Maria Weiß. Diese Auseinandersetzung eskalierte so weit, dass Zentrumsblätter wie die Kölnische Volkszeitung den Parteiausschluss von Oppersdorff forderten. Der Augustinus-Verein als Verband der katholischen Presse schloss ihn wegen Beleidigungen gegen den Vorsitzenden Eduard Hüsgen 1911 aus. Dagegen ging Oppersdorff letztlich erfolgreich mit einer Klage vor dem Reichsgericht vor.
In seinem bisherigen Wahlkreis hatte er nach den Konflikten kaum noch Chancen auf eine erneute Wahl. Der Wahlkreis Fraustadt-Lissa in der Provinz Posen stellte ihn schließlich auf. Außerdem wurde er als Zählkandidat für die Reichstagswahl gleich in verschiedenen Wahlkreisen in und um Berlin aufgestellt. Im Wahlkreis Fraustadt-Lissa konnte sich Oppersdorff in der Stichwahl gegen den freisinnigen Stadtrat Karl Löhning, den Kompromisskandidaten von Konservativen, Nationalliberalen und Fortschrittlicher Volkspartei, durchsetzen. Unterstützt wurde er von den polnischen Wählern und dem Bund der Landwirte. Diederich Hahn teilte kurz vor der Stichwahl mit: „Können von keinem Bündler verlangen, Freisinnigen zu wählen, zumal gegen alten Bauernführer, dem ich nur herzlichst wünschen kann, dass er dem neuen Reichstag wieder angehöre.“ Es gab auch Berichte über Wahlbestechungen.Quellenbeleg fehlt!

## Sprachrohr der Integralisten
Für die Zentrumspresse war klar, dass Oppersdorff nicht mehr Teil der Zentrumsfraktion sein würde. Zur konstituierenden Sitzung wurde er auch nicht eingeladen, wie am 7. Februar 1912 in Berlin bekannt wurde.
In der Folge brauchte er keine Rücksicht auf die Fraktionsdisziplin mehr zu nehmen und machte sich seit Anfang 1912 als Herausgeber der Zeitschrift „Klarheit und Wahrheit“ zum Sprecher der integralistisch ausgerichteten Berliner Richtung innerhalb des katholischen Milieus. Allen Annäherungen der Konfessionen und allen modernen Einflüssen im Katholizismus erteilte Oppersdorff in seiner Zeitschrift eine Absage. Hauptgegner waren die „Kölner Richtung“ und die interkonfessionellen christlichen Gewerkschaften. Angegriffen wurden insbesondere Julius Bachem und Felix Porsch aber auch zahlreiche andere. Mittlerweile unterstützte auch Matthias Erzberger nicht mehr die Positionen von Oppersdorff. Stattdessen wandte er sich öffentlich gegen ihn. Unter anderem warf er Oppersdorff Inkonsequenz vor. Wenn dieser die Interkonfessionalität der christlichen Gewerkschaften kritisiere, vergesse er, dass er selbst Mitglied der überwiegend protestantischen konservativen Fraktion im Herrenhaus und Vorsitzender des konfessionsübergreifenden schlesischen Bauernverbandes sei.
Nicht nur seine Zeitschrift, sondern auch ausgesprochen zentrumsfeindliche Blätter nutze Oppersdorff zu Angriffen vor allem gegen Porsch. All dies führte 1912 dazu, dass Oppersdorff aus dem Zentralkomitee der deutschen Katholiken abgewählt wurde und die schlesische Zentrumspartei ihn aus der Partei ausschloss.
Im Jahr 1914 erreichte Oppersdorffs Kampf gegen die christlichen Gewerkschaften seinen Höhepunkt, als er einen Briefwechsel mit Kardinal Kopp veröffentlichte. Damit erreichte er indes das Gegenteil der beabsichtigten Wirkung. Es kam stattdessen zu großen Versammlungen von Zentrumsanhängern die gegen den Integralismus und für die christlichen Gewerkschaften demonstrierten.

## Letzte Jahre
Mit dem Amtsantritt von Papst Benedikt XV. verlor er auch in Rom völlig an Unterstützung. Oppersdorff, der gegen die Interkonfessionalität gekämpft hatte, bemühte sich 1916 erfolgreich um die Aufnahme in die protestantisch dominierte konservative Fraktion im Reichstag. Im Ersten Weltkrieg diente er im Kriegsministerium.
Nach dem Krieg machte er noch einmal auf sich aufmerksam: Am 20. März 1921 sollte eine Volksabstimmung über die weitere staatliche Zugehörigkeit Oberschlesiens entscheiden. Nur der Ostteil des Kreises Neustadt O.S. mit Oberglogau gehörte zum oberschlesischen Abstimmungsgebiet. Hans Georg Graf von Oppersdorff sprach sich für eine Abtretung an Polen aus, da Oberschlesien „im katholischen Polen besser geborgen [sei] als im protestantischen, glaubenslosen Norddeutschland.“ Gleichwohl wurden in Oberglogau 4995 Stimmen (95,9 %) für den Verbleib bei Deutschland abgegeben und 215 Stimmen waren für den Anschluss an Polen. 
Er übergab 1930 seinen Besitz an seinen Sohn Wilhelm Hans von Oppersdorff und zog sich auf ein Schloss in Frankreich zurück.